# Anyphops lochiel
Anyphops lochiel là một loài nhện trong họ Selenopidae.
Loài này thuộc chi Anyphops. Anyphops lochiel được J. A. Corronca miêu tả năm 2000.